# Murailles de Giuncarico
Les murailles de Giuncarico (en italien ; Mura di Giuncarico), forment le système défensif du village de Giuncarico, une frazione de la commune de Gavorrano (province de Grosseto), en Toscane. 

## Histoire
Les murailles ont été construits au XIe siècle sur le site d'une colonie préexistante du début du Moyen Âge. Les murailles allaient enserrer entièrement le village de Giuncarico, dont elles constituaient le système défensif.
Au cours des siècles suivants, la disposition originale des murs n'a pas changé, malgré le fait que le lieu était passé d'abord aux Aldobrandeschi, puis aux Pannocchieschi (it) et ensuite à la république de Sienne.
Ce n'est que plus récemment que certains pans de mur-rideau se sont retrouvés contre les murs extérieurs des bâtiments du centre du village.

## Description
Les murailles de Giuncarico délimitent presque entièrement le village d'origine médiévale. Elles conservent de grandes étendues de courtines recouvertes de calcaire, qui intègrent également des structures fortifiées, parmi lesquelles se distinguent une série de tours de guet à section quadrangulaire et un imposant bastion polygonal à base inclinée puissante.
L'accès au village est possible par la Porta di Castello, qui s'ouvre en un arc en plein cintre à la base d'une tour de guet, transformée plus tard en que Campanile de San Egidio, de l'église adjacente

## Galerie

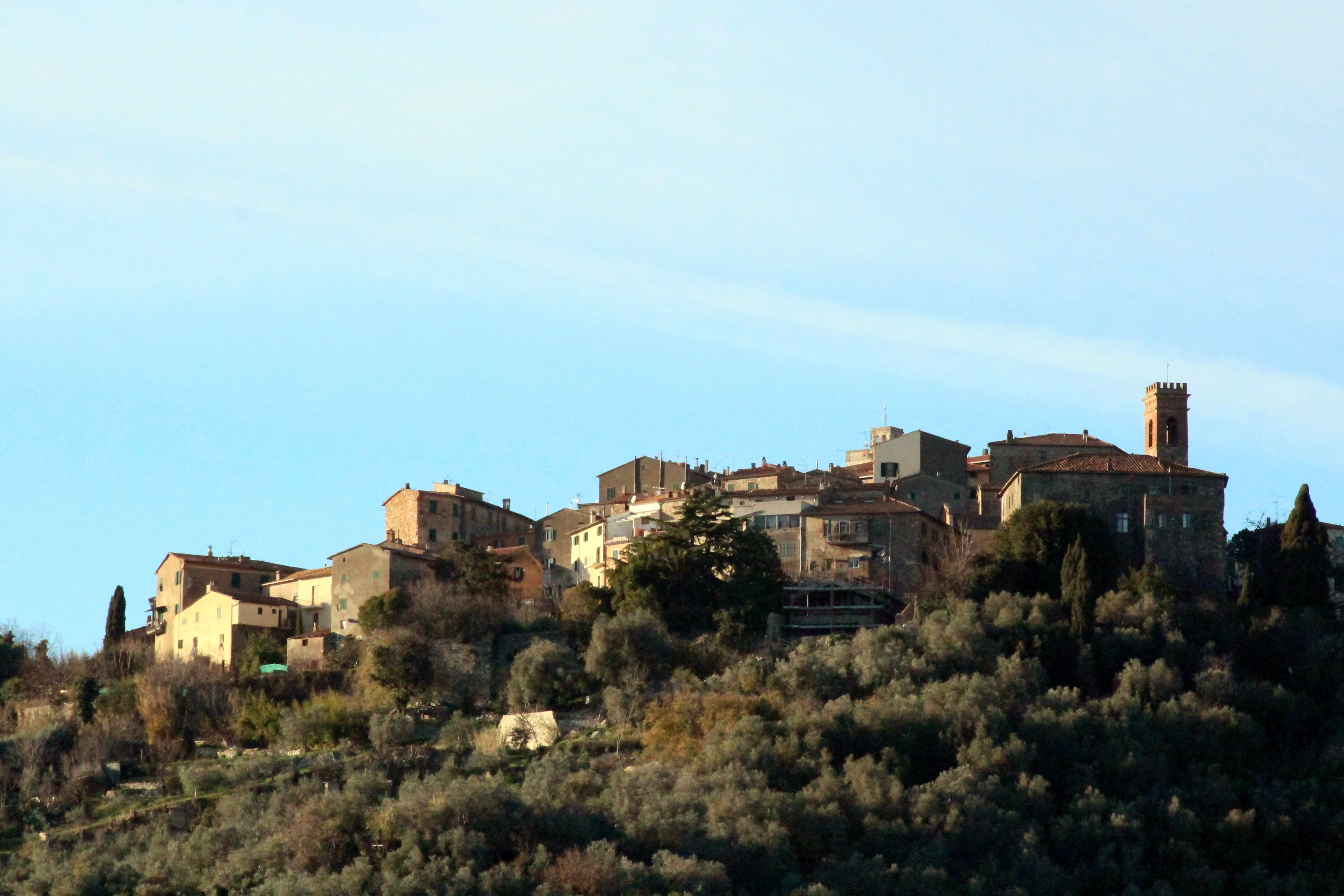
Giuncarico
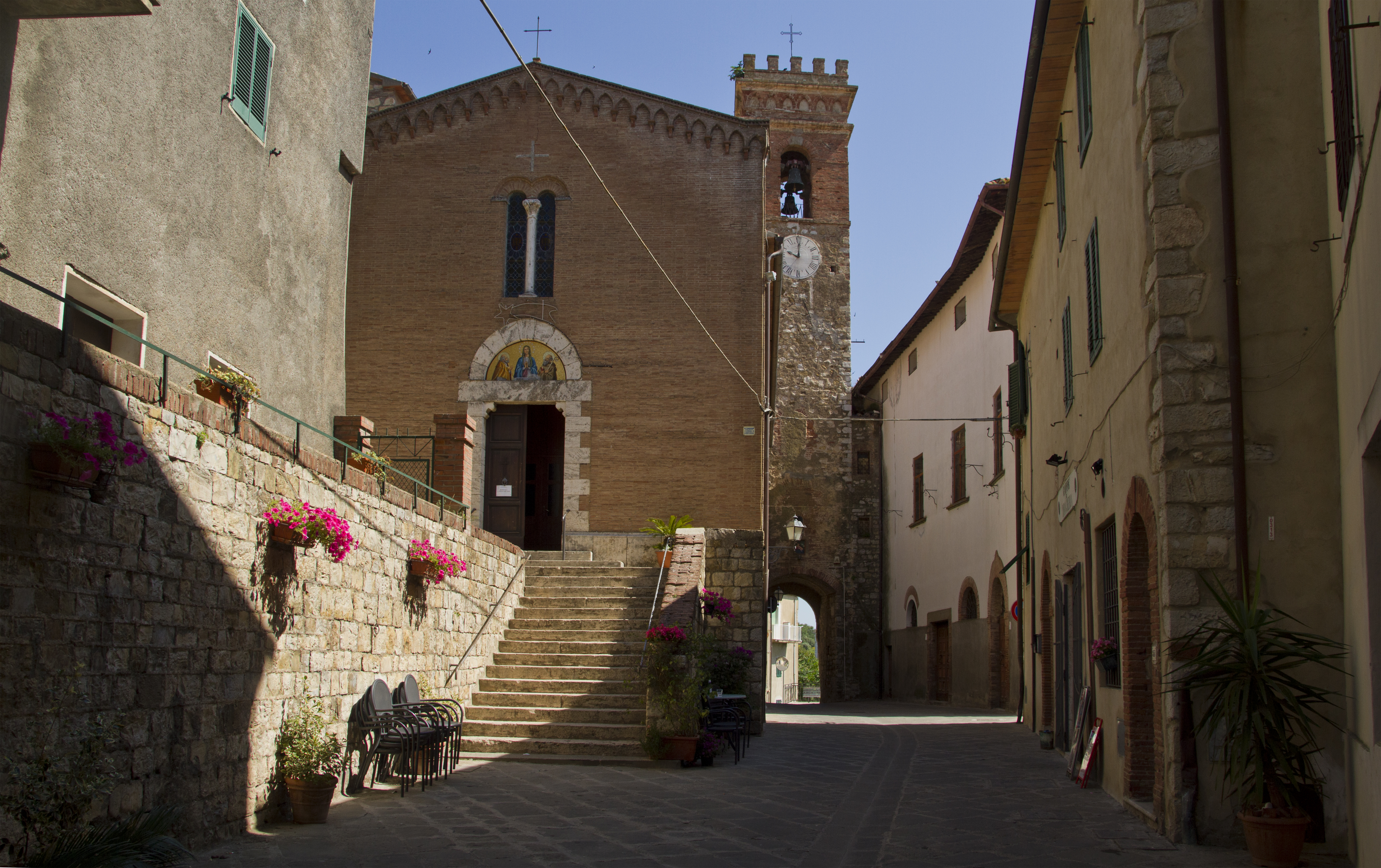
Porta di Castillo sous le Campanile de San Egidio
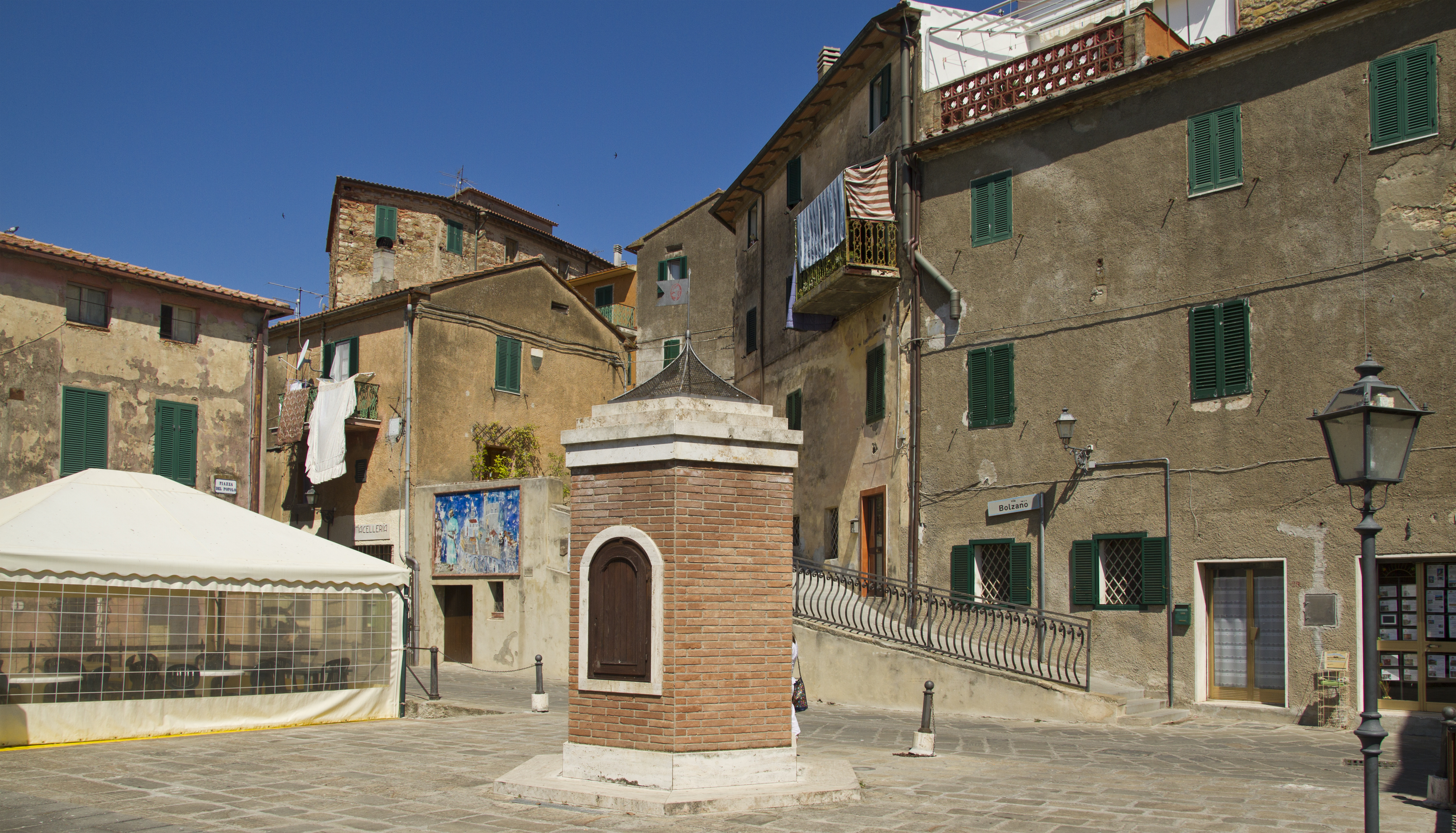
Intérieur de la ville haute
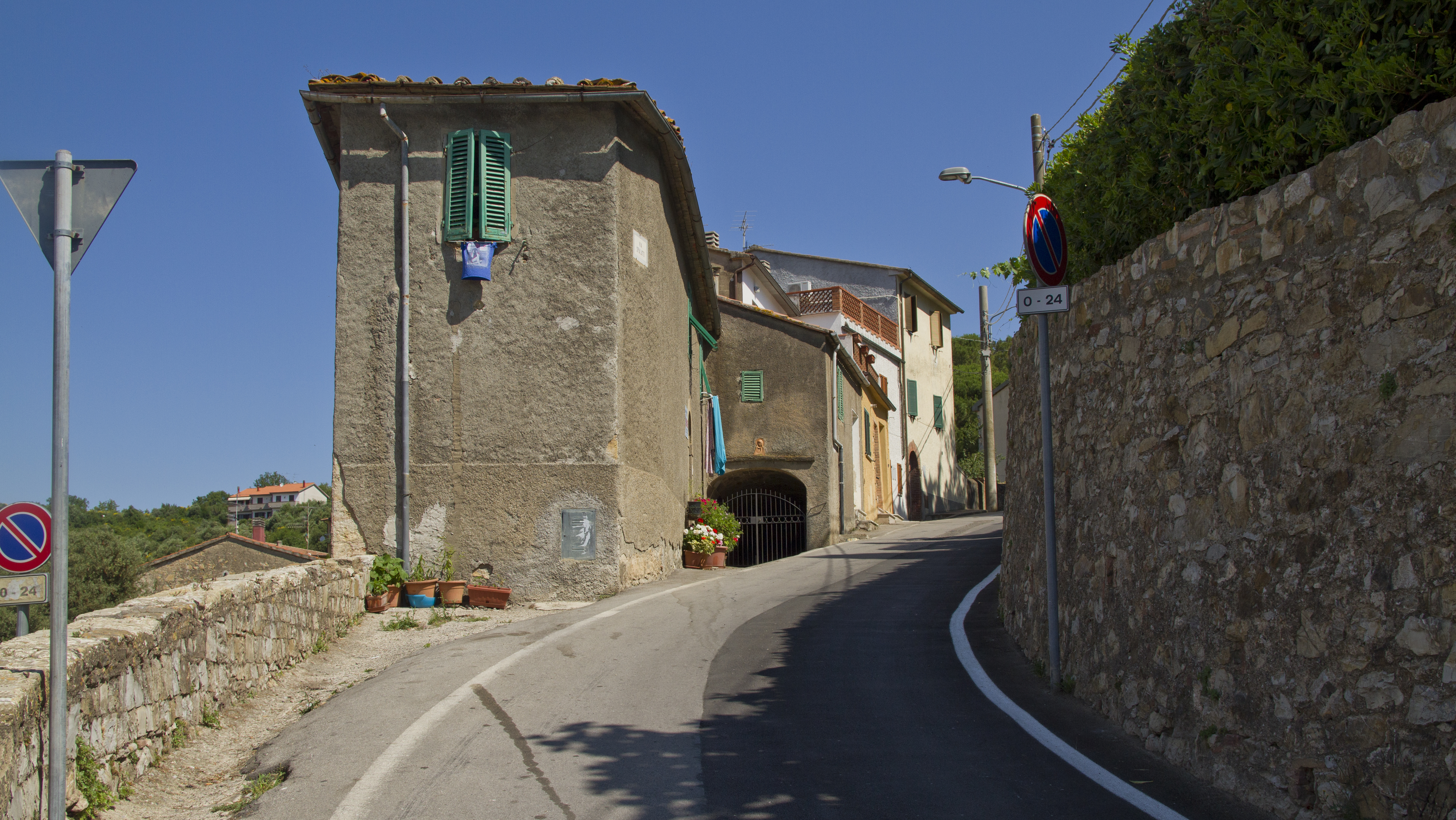
Remparts